# Persona 3
A Shin Megami Tensei: Persona 3, Japánban PERSONA3 címen adták ki (ペルソナ3; Hepburn: Perusona Surī; magyaros átírással Peruszona Szurí), a negyedik videójáték a Shin Megami Tensei: Persona szerepjáték sorozatban, ami a nagyobb Megami Tensei sorozat egyik spin-offja. A Persona 3-at 2006-ban adta ki Japánban PlayStation 2-re az Atlus. A Persona 3 FES kiegészítőlemezt, ami tartalmazza az eredeti játék „rendezői változatát” és annak epilógusát, 2007-ben adták ki Japánban és 2008-ban a világ többi területén. A Persona 3 PlayStation Portable-ös verzióját, a Persona 3 Portable-t 2009. november 1-jén adták ki Japánban, míg Észak-Amerikában 2010. július 6-án jelent meg. Ebben a játékos választhat egy lány főszereplőt is, új történeti szálak, új zene és új kezelőfelület is van.
A Persona 3-ban a játékos egy középiskolás fiú szerepét tölti be. Ez a fiú csatlakozik a Specialized Extracurricular Execution Squad-hoz (SEES), ami egy olyan diákokból álló csoport, ami a „Dark Hour”-t (Sötét Óra) vizsgálja. A Dark Hour két nap között található és csak néhány ember képes érzékelni. A Dark Hour alatt a játékos beléphet a Tartarus nevű toronyba, amelyben az emberek elméjével táplálkozó „Shadow”-k találhatók. A Shadow-k elleni harcban a SEES tagjai a Personáikat vetik be, amik a belsőjük megnyilvánulása. A játék legikonikusabb eleme az, ahogy a SEES tagjai elszabadítják Personáikat: egy pisztoly alakú tárggyal, az Evokerrel, főbe lövik magukat. Az átlagos szerepjáték elemeken kívül a Persona 3 randi szimulátor játékok elemeit is tartalmazza: ahogy a főszereplő nap mint nap iskolába jár, barátokra tehet szert, hogy ezzel erősebbé tegye a Personáit. A játék észak-amerikai kiadásához csomagoltak egy „art book”-ot és egy, a játék zenéit tartalmazó válogatás CD-t is.
Kiadták a Persona 3, a Persona 3 FES és a Persona 3 Portable zenéit is, ezenkívül egy, egy a Persona sorozat zenéinek átdolgozott változatait tartalmazó lemezt is. A játék zenéit két élő koncerten is előadták. A Persona 3-ból adtak ki mangát, több rádiódrámát, több figurát és egy Persona: Trinity Soul című animét is. A Persona 3 kritikai fogadtatása túlnyomórészt pozitív volt; a kritikusok dicsérték a játék szocializációs elemeit, de némelyikük repetitívnek találta a játék környezetét és a harcokat. A Persona 3 FES-re azt mondták, hogy lezárta az eredeti játék történetét, de kritizálták, hogy nem tartalmazza a Persona 3 szocializációs elemeit. A Persona 3 utódját, a Shin Megami Tensei: Persona 4-et 2009-ben adták ki.
2008-ban Japánban megjelent a Persona 3 világában, de annak eseményei után tíz évvel játszódó animesorozat, a Persona: Trinity Soul. Ugyan a Persona 3 Portable hivatalos „fanbook”-jában az Atlus a Trinity Soul-t egy spin-off címként, a Persona sorozat nem kanonikus sorozataként kezeli, pedig a Trinity Soul ugyanabban a világban játszódik mint a Persona 3 és a játék több szereplője is felbukkan benne.

## Cselekmény

### Helyszín
A Persona 3 egy Iwatodai (巌戸台; magyaros átírással Ivatodai) nevű modern japán városban és Port Island (ポートアイランド; Hepburn: Pōto Airando; magyaros átírással Póto Airando) mesterséges szigetén játszódik, amit a Kirijo Corporation épített. Tíz évvel ezelőtti kísérletek hozták létre a Dark Hourt (a japán verzióban Kage Dzsikan (影時間; Hepburn: Kage Jikan), ami két nap közötti időszak. Ezen időszak alatt a legtöbb ember koporsóvá változik és nem észleli a Dark Hour létét. A Dark Hour alatt a Gekkoukan Középiskola, ahova a játék legtöbb szereplője jár, egy több mint 260 emeletes labirintussá, a Tartarusszá (タルタロス; Hepburn: Tarutarosu; magyaros átírással Tarutaroszu) változik. Ebben a toronyban „Shadow”-k (シャドウ; Hepburn: Shadou; magyaros átírással Sadou) kószálnak, és azok elméjére vadásznak, akik még öntudatuknál vannak. A Shadow-k áldozataikat katatónia közeli állapotban hagyják maguk után. A Specialized Extracurricular Execution Squad-ot (特別課外活動部; Hepburn: tokubetsu kagai katsudó-bu; magyaros átírással tokubecu kagai kacudou-bu) vagy röviden a SEES-t a Dark Hour, a Shadow-k és a Tartarus rejtélyeinek felfedésére hozták létre. A SEES egy olyan középiskolás diákokból álló csoport, akik a harcokban képesek megidézni Personájukat. A Persona a játék használati utasítása szerint „egy másodlélek, mely mélyen a személy szívében lakozik. Egy teljesen eltérő személyiség, ami akkor bontakozik ki, ha a személy szembesül valami világán kívülivel.” A Persona-használók úgy idézik meg Personáikat, hogy egy pisztoly alakú tárggyal, az Evokerrel főbe lövik magukat.

### Szereplők
A Persona 3 főszereplője egy szótlan fiú, akit a játékos nevez el a játék kezdetekor. Ő kisgyermekkorában árvává vált, és most visszatér abba a városba, ahol tíz évvel azelőtt nevelkedett. Miután rájön, hogy képes Personát idézni, csatlakozik a SEES-hez. A SEES további tagjai: Yukari Takeba (岳羽 ゆかり; magyaros átírással Takeba Jukari), aki egy népszerű, vidám lány; Akihiko Sanada (真田明彦; magyaros átírással Szanada Akihiko), egy nyugodt végzős, aki az iskolai bokszcsapatot vezeti; és Mitsuru Kirijo (桐条 美鶴; magyaros átírással Kiridzso Micuru), a diáktanács elnöke és a Kirijo Group vezetőjének lánya, a harcok alatt a csapatot támogatja. A játék előrehaladtával a SEES új tagokra is szert tesz: Junpei Iori (伊織 順平; magyaros átírással Iori Dzsunpei), az osztály bohóca és a Főhős legjobb barátja; Fuuka Yamagishi (山岸 風花; magyaros átírással Jamagisi Fuuka), egy félénk lány, aki Mitsuru szerepét veszi át a harcokban; Aigis (アイギス; Hepburn: Aigisu; magyaros átírással Aigiszu), egy gynoid, amit a Kirijo Group tervezett, hogy elpusztítsa a Shadow-kat; Ken Amada (天田 乾; magyaros átírással Amada Ken), egy alsó tagozatos középiskolás fiú, akinek az édesanyját egy Persona-használó gyilkolta meg; Shinjiro Aragaki (荒垣 真次郎; magyaros átírással Aragaki Sindzsiro), a SEES egyik alapító tagja, de bizonyos okok miatt kilépett belőle; és Koromaru (コロマル), egy kutya, ami képes Personát idézni.

### Történet
A Persona 3 története úgy kezdődik, hogy a Főhős beiratkozik a Gekkoukan Középiskolába és beköltözik egy, a városban található kollégiumba. Miután rájön, hogy ő is képes Personát idézni, megkérik, hogy csatlakozzon a SEES-hez, aminek végül harci vezetőjévé választják. A csoport az idő haladtával új tagokra is szert tesz, de mindegyikőjük a Gekkoukanba jár: Junpei, aki nemrég fedezte fel, hogy ő is képes Personát idézni, Akihiko, aki a kézsérülése miatt egy ideig nem képes harcolni és Fuuka, aki Mitsurut váltja le, mint a csapat támogatóembere. Miután a Főhős ráébred Persona idéző képességére, a Velvet Room-ban (ベルベット・ルーム; Hepburn: Berubetto Ruum) találja magát, ami annak tulajdonosa, Igor (イゴール; Hepburn: Igōru; magyaros átírással Igóru) állítása szerint „az álom és a valóság között” létezik. Igor elmondja neki, hogy az ő Persona képességei különlegesek: ő a SEES egyetlen olyan tagja, aki harcok alatt több Personát is képes használni. A játékos a Velvet Roomban két vagy több Personát is kombinálhat, hogy egy újat hozzon létre. Igor arra bátorítja a Főhőst, hogy találkozzon emberekkel és szerezzen új barátokat, illetve ahogy a játékban nevezik: Social Linkeket (a japán verzióban Komjuniti (コミュニティ; Hepburn: Komyuniti). Igor szerint a Social Linkek ereje határozza meg a Főhős erejét a harcok alatt.
Minden teliholdkor a Tartarusban található Shadow-knál jóval erősebbek támadnak a városra. Több ilyen eset után Mitsuru felfedi a Tartarus és a Dark Hour eredetét: tíz évvel ezelőtt a Kirijo Group, ami a Mitsuru nagyapja által alapított kutatóvállalat, elkezdte a Shadow-k begyűjtését és vizsgálatát. Olyan kísérleteket végeztek el rajtuk, amikkel megpróbálták megnövelni az erejüket. A kísérletek balul sültek el és a Shadow-k megszöktek, majd tizenkét nagyobb lénnyé egyesültek. Mindegyikük a Nagy Arkánum egy-egy lapját szimbolizálja. A SEES vezére, Shuji Ikutsuki (幾月 修司; magyaros átírással Ikucuki Sudzsi), azt mondja a csapatnak, hogy ha le tudják győzni mind a tizenkét erősebb Shadowt, akkor a Tartarus és a Dark Hour örökké el fog tűnni.
Az idő haladtával a csapat két új taggal, Kennel és Koromaruval gyarapodik. Jakusimai nyaralásuk alatt Junpei, Akihiko és a Főhős találkozik egy Aigis nevű gynoiddal, aki megszökött abból a laboratóriumból, amiben tartották, pedig már évek óta ki volt kapcsolva. Nem tudja megmagyarázni, hogy miért, de közel akar lenni a Főhőshöz, még a Főhős szobájába is betör az éjszaka közepén, hogy figyelje őt. Aigis is csatlakozik a SEES-hez. Miután legyőzik a tizenkettedik és egyben utolsó nagyobb Shadow-t, rájönnek, hogy Shuji Ikutsuki a csapat parancsnoka félrevezette őket. Azzal, hogy legyőzték ezeket a Shadow-kat, a Nyx-t (ニュクス; Hepburn: Nyukusu; magyaros átírással Niukuszu) építették újra, ami ha teljesen újjáéled, el fogja pusztítani a világot. A Nyx vagy az „anyai lény” a Shadow-k megalkotója, az „Appriser”, a Halál Árkánum egyik Shadowja vonzotta a Földre. A SEES rájön, hogy az „Appriser” Ryoji Mochizuki (望月 綾時; magyaros átírással Mocsizuki Riodzsi), az új cserediák.
A Kirijo Group tíz évvel ezelőtti Shadow kísérletei hozták létre a Halál Shadow-t, azonban nem teljes állapotában. Aigis nem tudta legyőzni a Shadow-t és a Főhős testébe zárta, aki ekkor még csak kisgyermek volt. A tizenkét nagyobb Shadow legyőzésével a Halál Shadow újra feléledt. Az a célja, hogy elhozza a Nyxt a világra, ami el fogja pusztítani az emberiséget. Ryoji szerint a Nyx legyőzhetetlen, de a SEES-nek felajánl egy másik lehetőséget is: ha megölik őt, akkor minden emlékük el fog tűnni a Dark Hourről és a Tartarusról, és így úgy folytathatják életüket, hogy nem fognak tudni a közelgő halálukról. Aigis rájön, hogy miért akarta védeni a Főhőst, és úgy érzi, hogy haszontalan volt. Rá akarja beszélni a SEES tagjait, hogy öljék meg Ryojit, mert a Nyxt szerinte úgysem tudnák legyőzni. A társai biztatásának hála úgy dönt, hogy csatlakozik a SEES tagjaihoz, akik meg akarnak küzdeni a Nyx-szel.
December 31-én a játékosnak el kell döntenie, hogy megöli vagy életben hagyja Ryojit. Ha életben hagyja, akkor a játék tovább folytatódik, és január 31-én a SEES felér a Tartarus tetejére, ahol megküzdenek Ryojival, aki eddigre már Nyx Avatarrá alakult. Ugyan le tudják győzni, de a Nyx még mindig közelít a Föld felé. Ekkor a Főhőst megidézik a Velvet Roomba, ahol Igor emlékezteti, hogy a Social Linkek ereje befolyásolja az ő erejét is. A Főhős hallja a barátai biztató hangját. A Social Linkek ereje biztosítja számára az „Univerzum” erejét, amivel el tudja zárni a Nyxt az emberiségtől. A világ visszatér természetes állapotába, de a SEES tagjai elveszítik az elmúlt év emlékeit, kivéve Aigis és a Főhős. A diplomaosztás napján ők ketten felmennek az iskola tetejére, ahol a SEES tagjai megfogadták, hogy megállítják a Nyxt és látni fogják egymást ezen a napon. Aigis megköszöni a Főhősnek, hogy értelmet adott az életének azzal, hogy védelmezhette őt.

## Játékmenet
A Persona 3 a tradicionális szerepjátékok és a randi szimulátor játékok elemeit kombinálja azzal, hogy a Főhős a Tartarusban harcol, de napközben iskolába jár és barátkozik. Minden nap három időszakra van osztva: reggelre, iskola utánra és estére. Bizonyos tevékenységeket csak bizonyos időszakokban lehet elvégezni. A játékos a szabadidejét különböző dolgokkal töltheti el: részt vehet az iskola valamely sportklubjának (úszás, futás vagy kendó illetve tenisz, röplabda vagy íjászat) edzésén vagy valamelyik klub gyűlésén, elmehet moziba, ehet étteremben, együtt lehet a barátaival is, hogy ezzel magasabb szintre emelje a Social Linkjeit. A Social Linkek a Főhős és más szereplők által kötött baráti kötelékek. Mindegyik egy Főbb Árkánumot jelképez. Minden Link 1-es szinten kezdődik, de ahogy a Főhős egyre jobban megismeri a személyt, 10-es szintre emelkedhet.
A Főhősnek három tulajdonsága van – okosság, vonzerő és bátorság –, amik különböző tevékenységekkel növelhetők. Például az okosság a könyvtárban való tanulással, a vonzerő a tanárok kérdésére helyesen válaszolva, a bátorság pedig karaokebárban való énekléssel növelhető. Néhány Social Linket nem lehet úgy elkezdeni, ha ezek nincsenek a megfelelő szinten.
Éjszaka a játékos beléphet a Tartarusba, ami a Persona 3 fő labirintusa. A Tartarus egy 256 emeletes torony, amely több „blokkra” van osztva. Szintjei véletlenszerűen generáltak, de mindegyiken vannak ládák, ellenfelek és egy lépcső a következő emeletre. Bizonyos emeleten mini-bossok (kisebb főellenfelek) találhatóak, amiket a játékosnak a továbbhaladás érdekében le kell győznie vagy barrikádok amelyeken nem lehet tovább jutni a történetben bekövetkezett bizonyos eseményekig, valamint egy teleport aminek használatával a játékos visszatérhet a Tartarus bejáratához (vagy fordítva). A Shadow-k elleni harchoz a játékos három társát viheti a Tartarusba, így a Főszereplővel és a támogató karakterrel (aki állandó és a történet előhaladtával is csak egyszer cserélődik), aki nem bocsátkozik harcokba; ők öten alkotják a játékos „csapatát”. Ezek tagjainak az állapota annál rosszabb lesz, minél többet harcolnak. Egy „fáradt” vagy „beteg” szereplő gyengébben teljesít a harcokban, és időbe telik amíg felépülnek.

### Harcrendszer
A Tartarus legtöbb szintjén a játékos Shadow-kba ütközhet. Ha a játékos hozzáér egy Shadow-hoz vagy megüti, akkor a játék átvált a harci képernyőre. A harcok körökre vannak osztva, ami azt jelenti, hogy a játékosnak és az ellenfeleinek is ki kell várnia a saját körüket, amiben támadhatnak. Az eredeti és a FES verzióban a játékos közvetlenül csak a Főhőst irányíthatja, a csapattársak akcióit a „Tactics” (taktikák) menüben lehet befolyásolni. Mindegyik szereplő támadhat a fegyverével, megidézheti a Personáját, hogy használja annak egy speciális képességét, de használhat tárgyakat is. A támadó képességek a sebzéseik típusa szerint vannak kategorizálva, ilyen a „vágás”, a „tűz”, a „jég”, vagy a „sötétség”. Az ellenfeleknek és a játékos csapatának is megvannak az erősségei és a gyenge pontjai e támadások ellen. Ha az ellenfelet olyan támadás éri, ami ellen gyenge, akkor a földre kerül. Ekkor a támadó kap egy újabb kört, aki a földre került pedig kimarad egy körből. Ha a képernyőn látható összes ellenfél egyszerre a földön van, akkor a játékos elkezdheti az „All-Out Attack”-et, ami egy olyan támadás, ahol a játékos egész csapata ráront az ellenfelekre, nagy képregényszerű füstöt hozva létre, ezzel szimbolizálva a nagy megsebesítést.

### Personák
A SEES minden tagjának van egy Personája, amit a harcok alatt megidézhet. Minden Personának megvannak a maga erősségei, gyenge pontjai és egyedi képességei. Mindegyik egy Főbb Árkánumot jelképez. A megnyert harcok után a Personák tapasztalati pontokat kaphatnak, majd megfelelő számú pont elérésével szintet léphetnek, ami megnöveli erejüket és új képességekre is szert tehetnek. A Főhős eltér a SEES többi tagjától, mert ő képes több Personát is magával hordani. Ezek közötti váltással szélesebb körű képességre tehet szert, mint a többi karakter. Ezenfelül ő az egyetlen, aki beléphet a Velvet Roomba, ahol több Personát kombinálhat, így létrehozva egy újat. Az új Persona azon Personák képességeit örökli, amikkel létrehozták, ezenfelül bónusz tapasztalati pontokat kaphat, ha a megfelelő Social Link szintje elég nagy. A létrehozni kívánt Persona szintje nem haladhatja meg a Főhős szintjét. A Persona Compendium tartalmazza az összes, korábban regisztrált Personát, innen a játékos bármikor visszahívhatja őket egy megadott pénzösszegért.

## Fejlesztés
A japán Famicú magazin 2006 márciusi számában mutatták be a Persona 3 első részleteit. A hivatalos japán megjelenési dátumon (július 13.) kívül a három oldalas cikkben írtak a harcrendszerről és a Social Link rendszerről (a japán verzióban Komjuniti (コミュニティ; Hepburn: Komyuniti) is. A Főhős, Junpei és Yukari és a Personáik Orpheus, Hermes és Io képe is látható volt.
A Persona 3 angol nyelvre történő fordítása során a szereplők utáni utótagokat meghagyták. Az Atlus szkript szerkesztője és fordítója Nich Maragos szerint „nagyon sok jelentést adtak a szövegeknek”. Az RPGamer interjújában a projektszerkesztő Yu Namba elmondta, hogy a fordítás alatt néhány olyan japán humor, amely „teljesen értelmetlenek a nyugati kultúra számára…, le lettek cserélve olyan viccekre, amik legalább valamelyest párhuzamosak az eredetiekkel”. A Play interjújában a Persona 3 rendezője, Hasino Kacura kifejtette, miért a mesterséges intelligencia irányítja a játékos társait: „Úgy gondolom, hogy az jóval szórakoztatóbb, ha a csapattársakat az AI irányítja, mivel így mindegyikük karakterisztikája és személyisége megjelenik a képernyőn. A Persona 3 fejlesztőcsapata sem emelt ez ellen semmi kifogást”. Azt is hozzátette, hogy ez a rendszer nem lett „túl elismert” a játékosok körében. A Persona 3-ban nincsenek benne a korábbi Persona vagy Megami Tensei játékok alkudozós elemei, amiben a játékos a harcok alatt beszélhetett az ellenfelekkel, hogy csatlakozzanak hozzá, vagy pénzt és tárgyakat szerezzen. A Persona 3 (és a Persona 4) szocializációs elemei azonban – a fejlesztőcsapat szerint – egyenlőek az alkudozós elemekkel. Maragos azt mondta a 1UP.com interjújában, hogy „az alkudozás nem tűnt el… És még mindig befolyásolja a Personák kombinálását, még mindig nagy szerepe van a játékban. Úgy érzem, hogy el van rejtve, de még ott van”.

## Zene
A Persona 3 zenéjét teljes mértékben Meguro Sódzsi komponálta, kivéve az Adventured act: című dalt, amit Uda Joszukéval együtt. 2006. július 19-én adta ki az Aniplex Japánban két lemezen. A Persona 3 észak-amerikai kiadáshoz csomagoltak egy a játék zenéit tartalmazó válogatás lemezt is. Egy Burn My Dread -Reincarnation: Persona 3- című átdolgozásalbumot is kiadott az Aniplex Japánban 2007. április 18-án. A Persona 3 tizenegy zenéjének tartalmazza az átdolgozott változatát, valamint a Burn My Dread című szám kiegészített verzióját. A Reincarnationt Meguro Sódzsi komponálta és dolgozta át. Meguro bevallása szerint a Persona 3 fejlesztése alatt nyílt először alkalma arra, hogy teljesen meg tudja valósítani a zenéjét egy videójátékban. Korábban a PlayStation korlátai miatt a zenéit 100–200 kilobyte-os mintákból kellett összeállítania, ami szerinte a zenéjét „nagyon szegényessé” tette. A PlayStation 2-n a zenéit valós időben streamelhette. Meguro úgy ítélte meg, hogy „ez az a pont, ahol végre bármi kompromisszum nélkül ki tudtam fejezni a zenémet”.
Meguro komponálta a Persona 3: FES új zenéjét is. Ezt 2007. május 2-án adta ki az Aniplex Japánban, az album a FES eredeti zenéjét, valamint a Persona sorozat korábbi játékainak zenéinek átdolgozott változatait tartalmazza. A The Snow Queen című szám, amit Csucsija Kenicsi szerzett, a Revelations: Persona játékban hallhatónak a remixe. A Maya's Theme, amit szintén Csucsija Kenicsi szerzett, és a Time Castle című számok, amit Taszaki Tosiko szerzett, a Persona 2 dalainak remixei. A Persona 3 Portable-ben új háttérzene hallható ha a játékos az új lány főszereplő irányítását választja. A játék hivatalos zenéjét 2009. november 25-én adta ki az Aniplex Japánban.
A Persona sorozat zenéit két élő koncerten is előadták. Az elsőt, a Persona Music Live: Velvet Room in Akasaka Blitz-t Akaszakában tartották 2008. augusztus 22-én és a Persona 3, a Persona 3: FES, a Persona 4 és a Persona: Trinity Soul animesorozat zenéit adták elő. A dallista főként a Persona 4 zenéit tartalmazta, amit nem sokkal a koncert előtt adtak ki Japánban. Az Aniplex 2009 szeptemberében adta ki a koncert felvételeit DVD-n. A második Live in Velvet Room-ot a Wel City Hotelben, Sindzsukuban tartották 2009 szeptemberében. A koncerten a Persona 3, a Persona 4, és a két PlayStation Portable remake: a Shin Megami Tensei: Persona és a Persona 3 Portable zenéit adták elő.

## Remake-ek

### Persona 3 FES

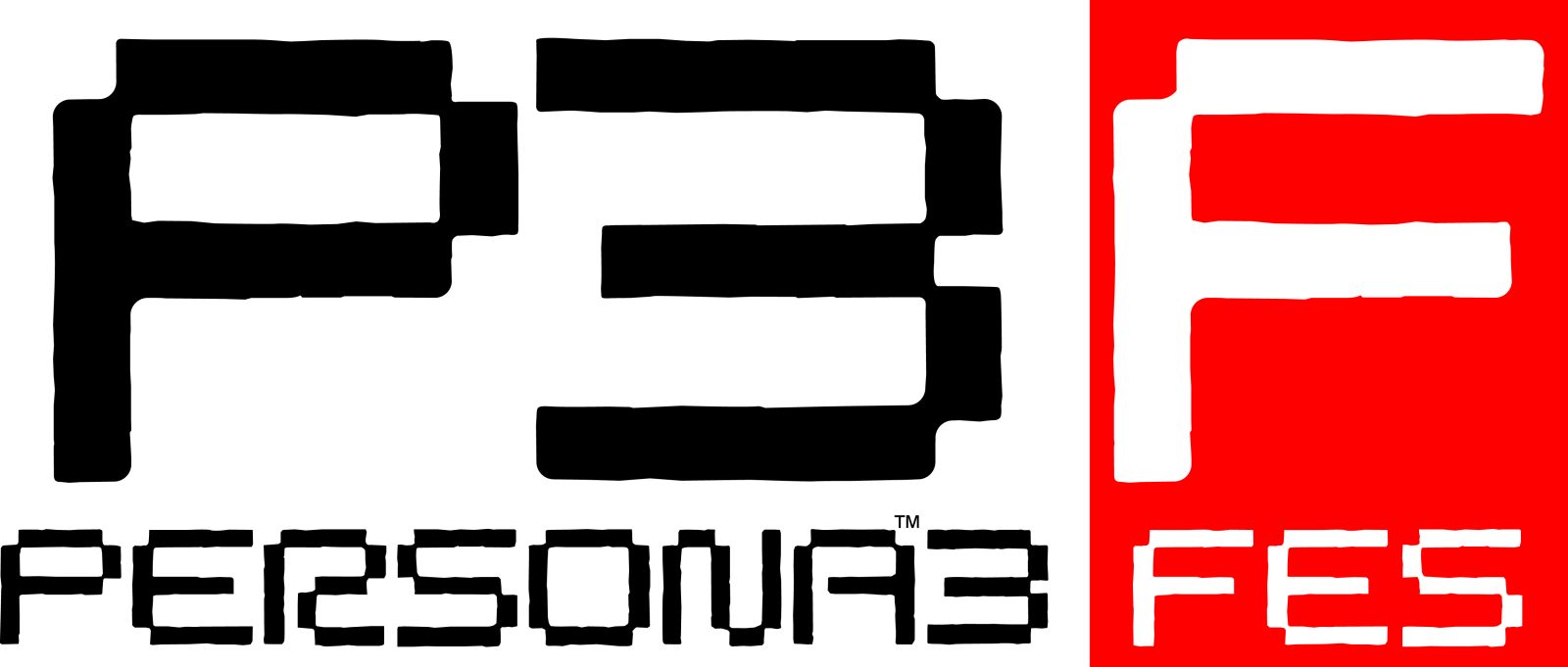
A Shin Megami Tensei: Persona 3 FES logója

A Shin Megami Tensei: Persona 3 FES (ペルソナ3フェス; Hepburn: Perusona Surī Fesu; magyaros átírással Peruszona Szurí Feszu) a Persona 3 kiegészítő lemeze, ami tartalmazza az eredeti játék frissítéseit és egy új epilógust is, amiben a játékos Aigist irányíthatja. A FES-t 2007. április 19-én adták ki Japánban, különálló játékként, ami tartalmazza a Persona 3 „rendezői változatát”, és kiegészítő lemezként is, ami csak az új epilógust tartalmazza. Észak-Amerikában az Atlus USA adta ki 2008. április 22-én, Európában pedig a Koei 2008. október 17-én. A játék rendezője, Hasino Kacura elmondása szerint a „FES” alcím az angol „festival” szóból ered. Az eredeti Persona 3 játékosai átvihették a mentéseikből a Persona Compendiumot és néhány tárgyat.
A PEGI 12+-os besorolást adott a Persona 3-ra, erőszakra és káromkodásra hivatkozva, míg a FES-re 16+-os besorolást adott, erőszakra hivatkozva.
A Persona 3 kiegészítője, azonkívül, hogy új tartalmakat adott a főjátékhoz (The Journey illetve a japán verzióban Episode Yourself), egy új epilógust is adott a történethez, a The Answert (Episode Aegis a japán verzióban). A The Answer játékmenete a The Journey-éhez hasonló, de a Social Link rendszert eltávolították és a játékosnak iskolába sem kell járnia.

### A The Answer története
A The Answer eseményei március 31-én kezdődnek, nem sokkal az eredeti játék vége után. A nyitóképsorok alatt kiderül, hogy a Főhős meghalt, és a többi szereplő úgy gondolja, hogy ennek köze van a Nyx bukásához. Az iskolának vége van és a rövidesen kollégiumot is be akarják zárni. Azonban a szereplők felfedezik, hogy csapdába estek a kollégiumban, és a március 31-ei nap újra és újra megismétli önmagát. Később egy nagy lyuk nyílik a kollégium padlóján, és a SEES-t megtámadja Metis (メチイス; Hepburn: Mechiisu; magyaros átírással Mecsíszu), aki egy olyan anti-shadow fegyver, mint Aigis is. A harc alatt, hogy megvédje társait, Aigis Personája, Athena átalakul Orpheusszá, aki a Főhős eredeti Personája volt. A Főhőshöz hasonlóan ő is szert tesz arra a képességre, hogy több Personát legyen képes hordozni. Aigis elfogja Metist, aki azért támadt a SEES-re, hogy véget vessen az időismétlésnek és megmentse Aigist, a „nővérét”.
A kollégium alatt található Abyss of Time okozza az időismétlést. Az Abyssnak hét ajtaja van, mindegyik egy több szintes labirintusba vezet. Ezekben a Tartarushoz hasonlóan harcok folynak. Minden labirintus legalján a szereplők újranéznek egy jelenetet a SEES egy-egy tagjának a múltjából. Több ilyen visszapillantás után a szereplők rájönnek, hogy ezek kapcsolódnak ahhoz, ahogy megszerezték Personáikat. A hetedik és egyben legutolsó labirintus legalján a SEES-nek meg kell küzdeni a Főhős Shadow-jával. Miután legyőzték azt, mindegyikük kap egy kulcsot, amelyek egyesítésével meg tudnák szüntetni az időismétlést és el tudnák hagyni a kollégiumot. Azonban Metis elmond a SEES-nek egy másik lehetőséget is: ahelyett, hogy kinyitnák a kollégium ajtaját a kulcsok segítségével, visszautazhatnának az időben, a Főhős halála előtti pillanatba. A SEES tagjai nem tudnak megegyezni, hogy hogyan használják fel a kulcsokat, ezért elhatározzák, hogy megküzdenek értük. Aigis és Metis megszerzi mind a nyolc kulcsot, de ekkor felfedeznek egy új ajtót az Abyss of Time-ban, ami abba a pillanatba repít vissza, amikor a Főhős elzárta a Nyxt a világtól.
Metis elmagyarázza, hogy a Főhős pecsétjének nem az volt a célja, hogy elzárja a Nyxt az emberiségtől, hanem, hogy megakadályozza, hogy az emberek hívják a Nyxt. Azonban az emberiség rosszindulata egy Erebus nevű szörnyben testesült meg. Erebus képes volt áttörni a pecsétet, és ő okozza az időismétlést is. A SEES megállapítja, hogy az Erebust létrehozó kívánságok is az az emberiség rosszindulatából erednek, szóval harcolhatnak ellene és le is győzhetik. Mitsuru rámutat arra, hogy Erebus vissza fog térni valamikor, mivel az emberek soha nem fogják abbahagyni a halál kívánását. Miután áttörték az időismétlést és kilépnek a kollégium bejáratán, Metist, Aigist és a SEES többi tagját megidézik a Velvet Roomba. Itt tudják meg Metis valódi eredetét: Aigis személyiségének a megnyilvánulása. A Főhős halála miatt megzavarodott Aigis már nem akar ember módjára élni, újra gép akar lenni. Azonban miután Aigis kiszabadul az Abyss of Time-ból, meggondolja magát és továbbra is iskolába jár.

### Persona 3 Portable

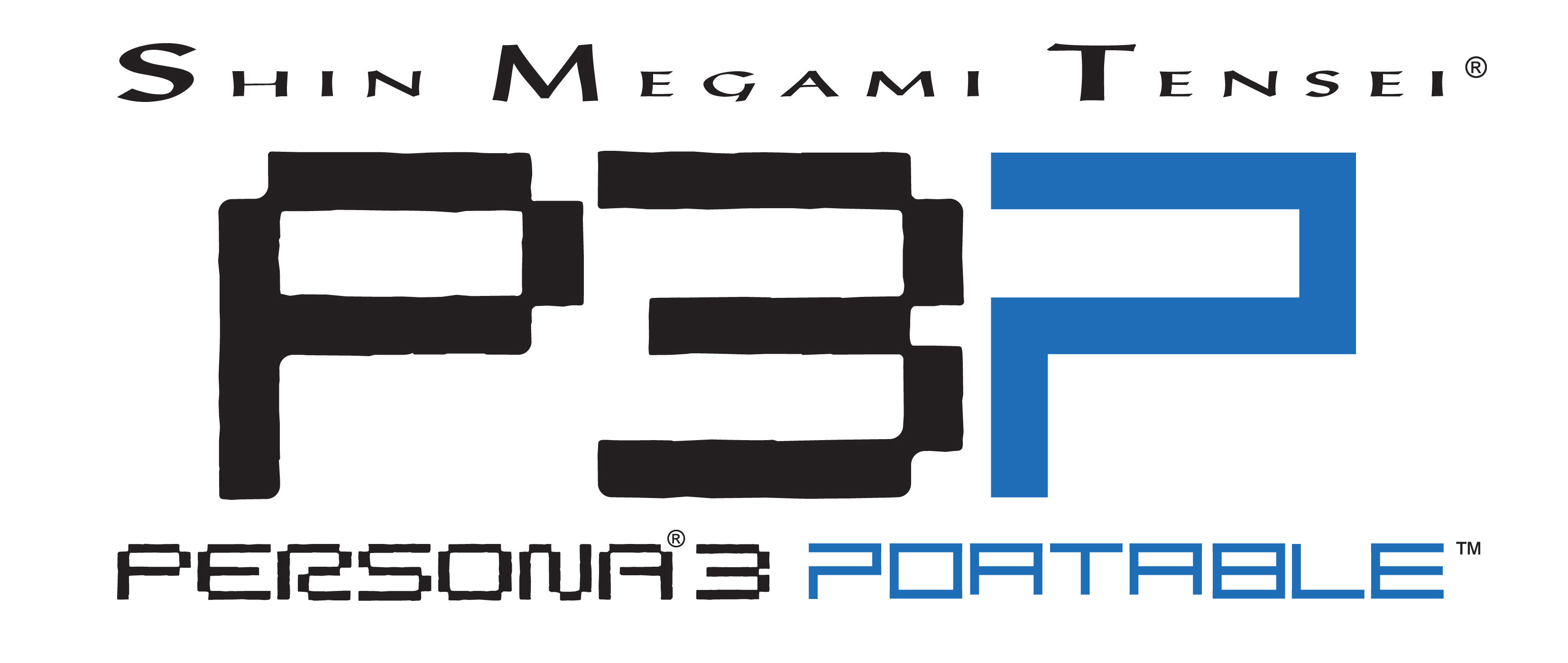
A Shin Megami Tensei: Persona 3 Portable logója

A Persona 3 Portable (ペルソナ3ポータブル; Hepburn: Perusona Surī Pōtaburu; magyaros átírással Peruszona Szurí Pótaburu) a Persona 3 feljavított változata PlayStation Portable-re. Japánban 2009. november 1-jén adták ki, míg Észak-Amerikában 2010. július 6-án jelent meg. A Famicúban fedték fel, hogy a játékos választhatja egy lány főszereplő irányítását is. Ha a játékos őt választja, akkor a történet néhány helyen eltér: A Főhős első Personája, Orpheus, máshogy fog kinézni, Igor segédje, Elizabeth (エリザベス; Hepburn: Erizabesu; magyaros átírással Erizabeszu) helyét egy Theodore (illetve a japán verzióban Teodoa (テオドア) nevű férfi veszi át. A Social Linkek is eltérnek a két szereplő között. Az új játszható szereplőn kívül az eredeti három nehézségi szint mellett két új is helyet kapott a játékban. A játék csak az eredeti játék történetét tartalmazza (a The Journey-t a Persona 3-ból a Persona 3 FES újításaival). Azonban több nagyobb változtatás is érte a cselekményt, amit a játékos döntései befolyásolhatnak.
A játék átdolgozott harcrendszere a Persona 3 utódjából, a Persona 4-ből is merít elemeket. A harcokban a játékos mindegyik szereplőt irányíthatja, de választhatja azt is, hogy a mesterséges intelligencia irányítsa továbbra is őket. A védekezés lehetőségét is hozzáadták a harcokhoz, a Főhős társai megmenthetik az életét azzal, hogy ellökik. A Tartaruson kívül a játékos ahelyett, hogy közvetlenül irányítaná a Főhőst, egy kurzor segítségével mozoghat, léphet kapcsolatba más szereplőkkel vagy tárgyakkal. A játék tartalmazza az eredeti játék szinkronhangjait, azonban a szereplőket nem lehet látni a világban, csak azok portréit. Az összes anime átvezető jelenetet átalakították a játék grafikájára vagy vizuális novellákhoz hasonló stílusra. Meguro Sódzsi új zenét is komponált; a játék zenéje néhány helyen eltér, ha a játékos a lány főszereplőt választja. A Persona 4 szereplői közül többnek hozzáadták a cameo-megjelenését a Persona 3 Portable-höz, köztük Yukiko Amagiét is, aki a Persona 4 egyik irányítható szereplője.

## Csomagolás
A Persona 3 észak-amerikai változatát egy gyűjtői kiadású csomagolásban adták ki, ami tartalmazza a játékot, egy zenei lemezt és egy 52 oldalas art bookot is. A játék eredeti megjelenési dátuma 2007. július 24-e lett volna, azonban az Atlus a megjelenési dátum előtt néhány nappal problémába ütközött az art bookok gyártásában. Ahelyett, hogy kiadták volna a játékot a könyv nélkül, a cég inkább úgy döntött, hogy három héttel később, augusztus 14-én adja ki a játékot. Az Atlus közzétett egy sajtóközleményt, amiben megmagyarázzák, hogy azért adják ki a játékot később, hogy megtartsák a csomagolás minőségét, ami „helyrehozhatatlan” lett volna, ha „visszahívták vagy letettek a volna a minőségi csomagolásról”. A Persona 3 FES-t Japánban két verzióban adták ki: a „Tantai Kidó Ban” (単体起動版; Hepburn: Tantai Kidoo Ban) vagy Cúdzsou Ban (通常版; Hepburn: Tsuujoo Ban) – tartalmazza a Persona 3 „rendezői változatát” és az új epilógust – dupla lemezes kiadásban, és az „Apendodiszuku Ban” (Apendodisuku Ban), ami csak az epilógust tartalmazza egy lemezen. A Persona 3 FES mindkét változatát 2007. április 19-én adták ki. Ekkor az Atlus még nem jelentette be, hogy Japánon kívül is kiadja a FES-t. Ezt 2008 februárjában tették meg, amikor a 2008. április 22-ei megjelenési dátumot is felfedték. A Persona 3 Portable-t két változatban jelentették meg: az egyik csak a játékot tartalmazza, míg a másik, a Persona 3 Portable DX Pack (ペルソナ3 ポータブル DXパック; Hepburn: Perusona 3 Pōtaburu DX Pakku; magyaros átírással Peruszona 3 Pótaburu DX Pakku) egy pólót, egy naptárat és tizenkét PSP méretű posztert is. A Persona 3 Portable-ből Japánban megjelenésének hónapjában több mint 158 000 példányt adtak el, ebből 94 287 darabot a megjelenés napján. A játékból 2010 májusáig 225 000 példány kelt el Japánban.

## Fogadtatás
| Összegzőoldal | Értékelés                                                                |
| ------------- | ------------------------------------------------------------------------ |
| Metacritic    | 86/100 (52 teszt) (Ere.) 89/100 (25 teszt) (FES) 91/100 (31 teszt) (P3P) |

| Szerző        | Értékelés                               |
| ------------- | --------------------------------------- |
| 1Up.com       | A- (Ere.) A (FES) A- (P3P)              |
| 576 KByte     | 7/10 (P3P)                              |
| 576 Konzol    | 9/10 (Ere.)                             |
| Famicú        | 33/40 (Ere.) 32/40 (P3P)                |
| Game Informer | 8,5/10 (FES)                            |
| GameSpot      | 8,5/10 (Ere.) 8,5/10 (FES)              |
| GameSpy       | (Ere.) (FES)                            |
| GamesRadar+   | 9/10 (Ere.) 9/10 (P3P)                  |
| GameTrailers  | 9/10 (Ere.)                             |
| IGN           | 8,3/10 (Ere.) 8,8/10 (FES) 8,5/10 (P3P) |
| Play          | 9,5/10 (Ere.)                           |

A Persona 3 a megjelenése óta rendszerint pozitív kritikákat kapott, 86-os átlagpontszámot elérve a Metacriticen. Shane Bettenhausen a 1UP.comtól azt mondta a játékról, hogy „üdítően új csapás a MegaTen [Megami Tensei] koncepcióban” és a „legjobb RPG [szerepjáték], ami ebben az évben PS2-re érkezett”. Dicsérte a „kiváló” mesterséges intelligenciát, ami a játékos csapatát irányítja a harcok alatt, ami szerinte a „sorozat eddigi leggyorsabb és legdinamikusabb harcrendszere”. Ezt több másik kritikus is megerősítette: a Play magazintól Eric Patterson azt írta, hogy a szereplők „okos társaság” a harcokban; és azt is írta, hogy a játék felépítése megerősíti azt az gondolatot, hogy „minden egyes szereplő nem csak néhány sprite egy videójátékban, hanem valódi emberek egy valódi világban”. Jeff Haynes az IGN-től kritizálta a rendszert, mert szerinte ez a játékos karakterének halálát is okozhatná, ami a játék végét jelentené.
A GameSpytól Patrick Joynt dicsérte a Persona 3 szocializációs elemeit, azt mondta rá, hogy „szinte teljesen lenyűgöző”. Szerinte a randiszimulátor elemek „valószínűleg a legnagyobb akadály” a szerepjátékok vagy a Megami Tensei játékok kedvelőinek. A tesztjére hivatkozva azt írta, hogy „nem tudom hangsúlyozni, mennyire jól meg lett csinálva”. Heidi Kemps a GamesRadartól a játék tizenéves témáit „felfrissítő változás”-nak találta, a stílus többi játékával szemben. Patterson dicsérte az Atlust, hogy „tökéletesen élvezhető”-vé tették „egy átlagos japán középiskolás diák életét”. Jonathan Hunt, a G4 munkatársa dicsérte a Persona 3 napról napra felépítését, ami szerinte egyszerre „egy áldás, de egy átok is”. Miközben „várom, hogy milyen új karaktereket vagy eseményeket tár fel [a játék]” minden nap, „egy labirintusba való belépés… nem mindig történik meg”. A Game Informer-től Joe Juba a játék környezetét gyengének találta, mert „a játék legnagyobb része egy toronyban [Tartarus] játszódik”. Azt is megjegyezte, hogy a játék Megami Tensei-s gyökerei érthetetlenek lehetnek az új játékosok számára. „Ha nem tudsz semmit a Personák kombinálásáról, vagy még azt sem tudod, hogy a 'bufu' 'jég támadást' jelent, akkor van még pótolnivalód”. Veres Miki az 576 Konzolban dicsérte az „egész ügyes” mesterséges intelligenciát, a „nagyon jó” harcrendszert és a grafikát, amely „a PS2-es színvonal egy nagyon erős darabja”. Lenyűgözte „a történet és a játékmenet szoros kapcsolata”. Kritizálta azonban a zenét amelyben „kissé sok volt a rap” és a „[Persona 2-nél] színesebb, sziruposabb és átlagosabb” karakter designt, liquid pedig „az egyik legígéretesebb és legeredetibb japán stílusú RPG”-nek nevezte a PlayStation 2-es játékkínálatból.
A Persona 3: FES 89-es átlagpontszámot ért el a Metacriticen, némileg nagyobbat, mint a Persona 3. A The Answer cselekménye megadja a The Journey „nagyon szükséges történeti lezárását” Shane Bettenhausen szerint. Kevin VanOrd szerint a FES egy „csodálatosan felújított verziója egy már eddig is csodálatos RPG-nek”. Írásában a játékot az új és a már az eredeti játékot kipörgető játékosoknak is ajánlotta. A The Answer játékmenetét több tesztelő is kritizálta, mert nincsenek benne az eredeti játék szocializációs elemei. VanOrd szerint az új fejezet emiatt „kevésbé érdekes”. Jeff Haynes szerint ezzel a változtatással „klasszikusabbak, jóval hardcore-abbak lettek a harcok” és ezzel elvesztette azt, ami „a Persona 3-at főképp annyira érdekessé tette”. A GameSpy és az IGN ismételten felhozta az eredeti játék hibáit, mint például a játékos nem irányíthatja közvetlenül a társait a harcok alatt.
Amíg néhány kritikus, köztük az IGN is azzal bírálta a Persona 3 Portable-t, hogy „vesztett a fényéből”, azonban ez a játék kritikailag legsikeresebb verziója; a Metacritic-en 91 pontot elérve a 100-ból, ezzel a legjobb értékelést elérő PlayStation Portable játék a weboldalon. Több kritikus is dicsérte, hogy ugyan már két változatban is megjelent, azonban újra is érdemes végigjátszani. A Persona 3 Portable 32/40-es értékelést kapott a japán Famicútól; az egyik tesztelő szerint „annyi eltérés van a Social Linkekben, ami a régi játékosoknak [az eredeti játékkal játszóknak] is szórakoztatóvá teszi”, és tökéletes értékelést a GamePro-tól és az RPGamertől. Az 576 KByteban Tyler dicsérte a „remek” szinkront, a „reklámgrafika-design”-t, a „piszok jó soundtrack”-et és a „bizonyítottan életképes harcrendszer”-t, viszont egy „ipari présgéppel konzervdobozba passzírozott macskához” hasonlította a játékot mivel az nem alkalmazkodik a PlayStation Portable-höz; nem fraktális (önismétlő), hanem lineáris struktúrát alkalmaz.
Shane Bettenhausen szerint az Evokerek használata egy „tökös és sokkoló tett” volt az Atlus részéről, de szerinte „tökéletesen illik a játék sötét hangulatához”. Joe Juba szerint is „tökéletesen” illeszkedik ez a játék „sötétebb tónusához”. Jeff Haynes szerint az a mozdulat, amikor a szereplők használatba veszik a Evokerjüket, „érdekes és egyben sokkoló is”. A Persona 3-ról írt előzetesében Kevin VanOrd azt írta, hogy az Evokerek használata „soha nem lesz unalmas és soha nem lesz kevésbe királyabb nézni, és ha figyelembe veszed, hogy ezt eljátszhatod ötven, hatvan, hetven, nyolcvan vagy több órán keresztül, akkor az jelent valamit”. Az Atlus USA nem távolította el az Evokereket a Persona 3 nemzetközi kiadásából, még a feltételezhető botrány ellenére sem. Nich Maragos azt mondta a 1UP.com Retronauts podcastjában, hogy a cég semmiféle kritikát nem kapott a döntésükért. „Nem volt semmiféle Jack Thompsonozás…, egyetlen levelet sem kaptunk a felháborodott szülőktől”.
A Persona 3 a Famitsu szerint a 2006-os év legjobb szerepjátéka, míg a GameSpot és az RPGFan szerint a 2007-es év legjobbja, míg az RPGamer szerkesztői szerint az évtized legjobbja. A GameSpy szerint a 2007-es év legjobb PS2-es szerepjátéka és az év második legjobb PS2-es játéka. Az IGN a „Minden idők legjobb 25 PS2 játéka” toplistáján a Persona 3 FES a tizenötödik lett. A 1UP.com 2007-es díjátadóján, ami az Electronic Gaming Monthly 2008. márciusi számában olvasható, a Persona 3 a „legellentmondásosabb játék, ami nem hozott létre ellentmondásokat” díjat nyerte el.

## Kapcsolódó médiumok és ajándéktárgyak
A Persona 3 anime folytatását, a Persona: Trinity Soult Japánban 2008 januárjától sugározták huszonhat epizódon keresztül. Tíz évvel a játék eseményei után játszódik, és Akihiko egy mellékszereplő benne. A Persona 3 manga adaptációját Szogabe Sudzsi rajzolta és írta, és a japán Dengeki Maoh-ban jelent meg, majd később öt kötetben adták ki. A Chapitre UN-t 2007. szeptember 9-én, a Chapitre DEUX-t 2008. január 27-én, a Chapitre TROIS-t 2008. június 27-én, a Chapitre QUATRE-t 2008. október 27-én és a Chaptire CINQ-t 2009. szeptember 26-án adták ki Japánban. A Persona 3-ból és a Persona 3 Portable-ből egy-egy képregény antológia is megjelent, az első 2007. április 27-én, míg a második 2010. március 27-én jelent meg. Ezeket Szogabe, Cukimoto Terako és Hoka illusztrálta. Két novellát is kiadtak Japánban, az első, a Peruszona 3 Ovari no Kakera (ペルソナ3 オワリノカケラ; Hepburn: Perusona 3 Owari no Kakera) 2006. október 30-án és Fudzsivara Kenicsi írta, a második, a Peruszona 3 Sadou Kurai (ペルソナ3 シャドウクライ; Hepburn: Perusona 3 Shadou Kurai) 2007. június 30-án; Fudzsivara Kenicsi írta és Szogabe Sudzsi illusztrálta. A Kotobukiya japán cég a játék több szereplőjéről is készített figurát, köztük a Főhősről, Aigisról, Mitsururól és Akihikoról. A figuráknak vannak felcserélhető részei, mint például az Evokerjük vagy más fegyverük. Az Alter, egy másik japán cég is elkészítette Elizabeth, Aigis és Mitsuru 1:8 méretarányú figuráját. A Főhős által viselt fejhallgatót az Audio-Technica készítette el ATH-EM700-as modellszámmal.
Japánban több, a Persona 3-ról és a Persona 3: FES-ről szóló rádiódrámát is kiadtak. A Persona 3 Drama CD: A Certain Day of Summer-ben a játék eredeti szinkronszínészei adják elő az eredeti játék történetét. A Persona 3 Drama CD Vol. 2 -Moonlight- a Persona 3 és a Persona 3: FES történetét köti össze. 2008 februárjától júniusáig öt rádiódrámát is kiadtak. Az első a Főhősről és Ryojiról, második Junpeiről és Chidoriról, a harmadik Fuukáról, Kenről és Aigisról, a negyedik Yukariról és Mitsururól, az ötödik pedig Akihikoról, Shinjiroról és Koromaruról szól. 2009 elején egy kétlemezes rádiódrámát is kiadtak, amin Mitsuru melléktörténete hallható.

## Fordítás
- Ez a szócikk részben vagy egészben a Shin Megami Tensei: Persona 3 című angol Wikipédia-szócikk fordításán alapul.  Az eredeti cikk szerkesztőit annak laptörténete sorolja fel. Ez a jelzés csupán a megfogalmazás eredetét és a szerzői jogokat jelzi, nem szolgál a cikkben szereplő információk forrásmegjelöléseként.